# Лайне, Селестин
Селестин Лайне (25 октября 1908, Нант, метрополия Франции — 1983, Ирландия) — бретонский националист и коллаборационист во время Второй мировой войны, глава Бретонского ополчения СС «Безен Перро», по образованию инженер-химик

## Биография
Он родился в 1908 году в Нанте и вырос в Плоудальмезо. Позже он поступил в Центральную школу. Он стал тесно связан с Гийомом Берту, коллегой-химиком и бретонским сепаратистом. Вопреки мифу, он отрицал какую-либо причастность к тайному обществу «Скорая смерть», созданному Берту в 1929 году, хотя Берту предлагал ему вступить. Вместо этого в 1930 году он вместе с Эрве Хеллоко основал военизированную организацию Гвенн ха ду («белые и черные»). Он был назван в честь цветов флага Бретани, разработанного Морваном Маршалем в 1925 году. Селестин Лайне опубликовал статью, кратко излагающую его кредо под названием «Нет двух баз, Ирландии и Пруссов», ссылаясь на революционное рвение ИРА и авторитарную дисциплину прусского милитаризма. Банда совершила несколько взрывов. Лейне утверждал, что сделал первую бомбу в своей спальне из нитроглицерина в упаковке из-под сгущенного молока с детонатором, предоставленным работником лесного хозяйства.
Кристиан Хамон утверждает, что не он, а его коллега-националист Андре Жоффруа заложил бомбу, которая взорвала статую Жана Буше, изображающую единство Бретани и Франции в Ренне. Это произошло утром 7 августа 1932 года. По словам Хамона, Жоффруа подложил бомбу к памятнику, на котором была изображена герцогиня Анна Бретонская, стоящая на коленях перед королем Франции Карлом VIII.
В это время два человека переходили Ратушную площадь, но впоследствии они воздержались от рассказа о том, что видели, несмотря на предложение награды. Взрыв вырвал бронзовую глыбу из ниши и разбил её о землю. Все окна в радиусе ста метров были разбиты. Сохранились части скульптуры.
В 1936 году Лайне создал Кадервенн (Боевое орудие), военизированное подразделение, основанное на модели ИРА, состоящее из дюжины членов, участвующих в военных манёврах. Эта организация инструктировала новобранцев и в 1938 году участвовала в учениях в Ланд-де-Ланво, поясе вересковых пустошей и лесов к северу от Вана. В следующем году он провел некоторое время в Германии, где организовал доставку партии оружия, которая была отправлена на борту корабля «Гваларн». Однако корабль причалил к Локиреку в ночь с 8 на 9 августа 1939 года. Оружие было найдено и хранилось в аббатстве в Бокене.
Сотрудничество с немцам
Во время Второй мировой войны Лайне перешел на сторону немцев. Он предпочитал агрессивную тактику и стремился создать отдельную бретонскую армию для сотрудничества с нацистами против французского государства. («Мы продолжим традицию тех, кто на протяжении веков боролся с оружием в руках за утверждение наших национальных прав».) С Яном Гуле он участвовал в создании Bagadou Stourm (штурмовиков).. Он также создал подразделение добровольцев, которым руководил лично, под названием Service Special (или Лу Брежон по-бретонски). Это военизированное подразделение отвечало за поддержание порядка в Бретонской национальной партии.
В 1941 году Лайне помог вытеснить Олье Мордреля из руководства Бретонской национальной партии, когда стало очевидно, что немцы возражают против его резкой анти-вишистской позиции. Последовал раскол между Багаду Штурм и должностным лицом службы, поскольку Лайне становился все более близким к нацистам. 11 сентября 1943 года в Ренне он и полковник Хартмут Пулмер (начальник Sicherheitsdienst в Ренне) подписали учредительный съезд нового подразделения, которое будет называться Безен Кадудаль, названного в честь бретонского повстанца Жоржа Кадудаля. В 1944 году он получил новое название «Безен Перро» (Ополчение Перро), название, относящееся к аббату Перро, приходскому священнику и ярому защитнику бретонского языка, который недавно был убит французским сопротивлением. Его группа объединила около ста человек; его заместителем был Алан Хойсафф. В 1943 году организация функционировала как вспомогательная полиция для нацистов, сражавшихся против Сопротивления. Солдаты Безен-Перро записались в Ваффен-СС, одетые в полевую форму СС. В мае 1944 года он символически основал новую бретонскую национальную партию с крайне националистическими взглядами. В Освобождение Франции, эта коллаборационистская деятельность навлекла позор на все бретонское движение.
Изгнание
Изгнанные из Бретани после разгрома нацистов, последние бойцы этого подразделения оказались в Тюбингене, из которого многие остались в Германии под чужими именами при содействии Лео Вайсгербера. Приговоренный к смертной казни заочно, Лейне бежал в Ирландию, где жил в различных местах, в том числе в графстве Дублин и в Оранморе в графстве Голуэй, до своей смерти в 1983 году.